# 里維爾 (密蘇里州)
里維爾（英語：Revere）是位於美國密蘇里州克拉克縣的城市。

## 人口
根據2020年美國人口普查的數據，里維爾的面積為0.48平方千米，皆為陸地。當地共有人口76人，而人口密度為每平方千米158人。